# Mayta Cápac

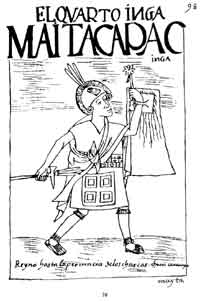
Mayta Cápac

Mayta Cápac (Mayta Qhapaq Inka in Quechua) was de vierde Inca-heerser van het koninkrijk Cuzco, het latere Incarijk. Hij regeerde vanaf ongeveer 1290. Hij was de zoon en opvolger van Lloque Yupanqui. Mayta Cápac was de vader van de latere Inca-heerser Cápac Yupanqui. Hij was getrouwd met Mama Tankariy Yachiy, ook vaak Mama Cuca genoemd.

## Trivia
De stad Arequipa dankt zijn naamgeving aan een uitspraak van Mayta Cápac. Mayta Cápac reisde door de valleien van Peru. Hij was zo gecharmeerd van de omgeving en beval zijn gevolg te stoppen, waarbij hij Arí, qipay uitriep, te vertalen als Ja, hier blijven wij. Sindsdien wordt de plaats Arequipa genoemd.

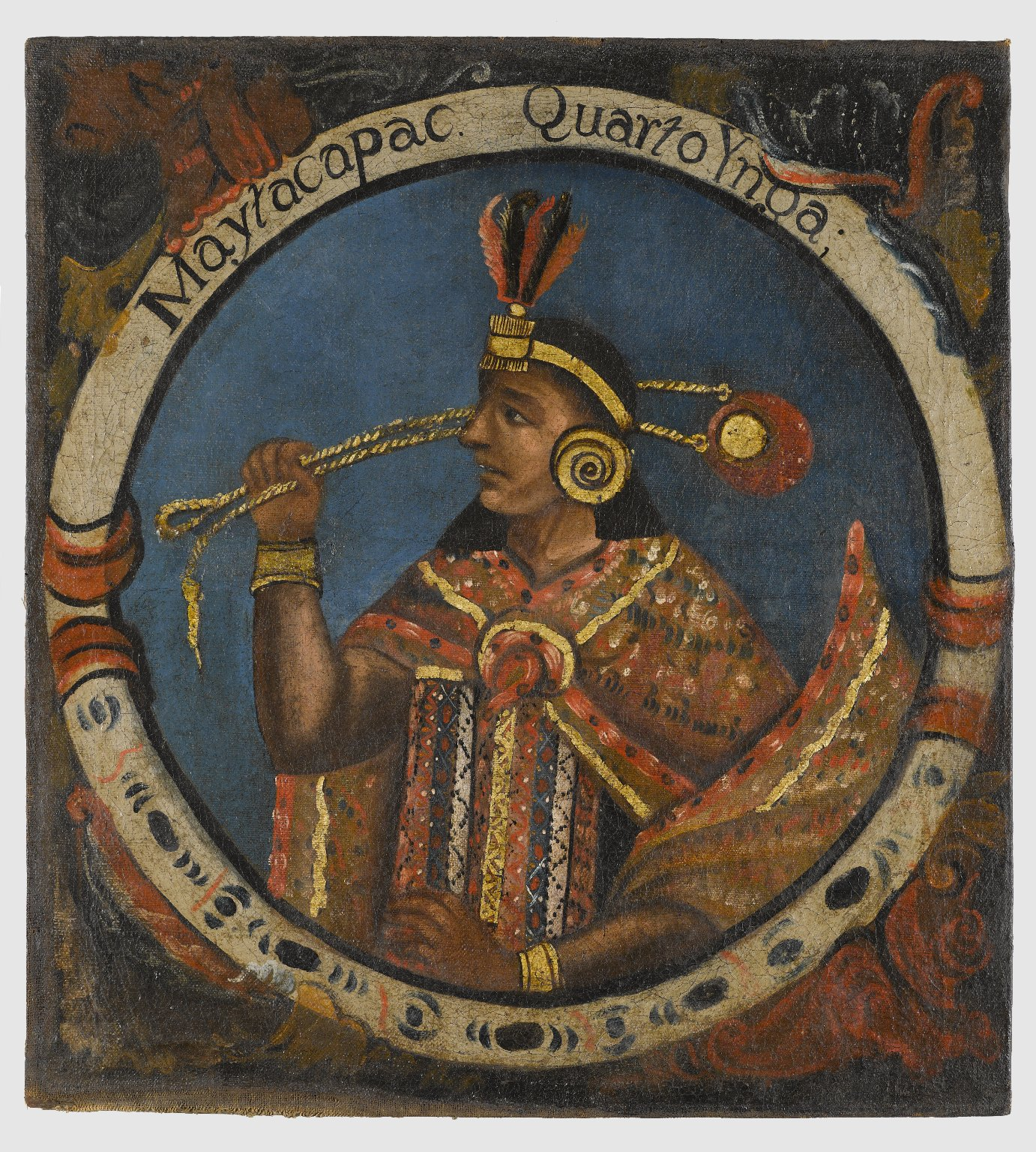

Hurin-dynastie: Manco Cápac · Sinchi Roca · Lloque Yupanqui · Mayta Cápac · Cápac Yupanqui

Hanan-dynastie: Inca Roca · Yáhuar Huácac · Viracocha Inca · Pachacuti · Túpac Inca Yupanqui · Huayna Capac · Huáscar · Atahualpa · Túpac Huallpa

Heersers in Vilcabamba: Manco Inca Yupanqui · Sayri Túpac · Titu Cusi Yupanqui · Túpac Amaru